# Patuxent Research Refuge
Le Patuxent Research Refuge est une aire protégée américaine située dans les comtés d'Anne Arundel et du Prince George, au Maryland. Ce National Wildlife Refuge de 51,92 km2 a été fondé en 1936.